# Johan Huvud
Johan Huvud (latin: Johannis kaput) var en svensk frälseman, slottsfogde på Kalmar slott och svenskt riksråd under 1300-talet. Gift med Ingeborg.
1318 nämns han tillsammans med en Bo Huvud när Kung Birger Magnusson av Sverige pantsätter Småland med Visingsö till kung Erik Menved i Danmark.
Den 11 november 1324 beseglar han ett dokument åt sin hustru Ingeborg, när hon kvitterar 60 mark penningar som lagman Lars Ulfsson (Ama) genom herr Peter inbetalat på hennes mans uppbörd, för innevarande år.
1325 ger han Holmger Puke ett upplåtelsebrev på sin andel i Lussebo.
1345 ogillar kung Magnus Eriksson de anspråk Johan Huvud gjort på några prebendas gods i Hambra (nu Mälhammar eller Munkhammar) i Tumbo socken (Västerrekarne härad), vilka han istället tilldömer på rättartinget Borchard Johansson, prebendat vid Västerås domkyrka, och hans efterträdare alla gods, belägna i Västerås eller Strängnäs stift eller annorstädes, som blivit lagda under nämnda av kaniken Thideman stiftade prebenda, i enlighet med en lika dom av kungen förut avkunnad i Västerås.